# East of Scotland Championships 2023
Die East of Scotland Championships 2023 im Badminton fanden vom 8. bis zum 9. April 2023 in Edinburgh statt.

## Sieger und Platzierte
| Disziplin    | Gold                          | Silber                        | Bronze                           |
| ------------ | ----------------------------- | ----------------------------- | -------------------------------- |
| Herreneinzel | Callum Smith                  | Ganesh Balaji                 | Finlay Jack                      |
| Herreneinzel | Callum Smith                  | Ganesh Balaji                 | Angus Meldrum                    |
| Dameneinzel  | Basia Grodynska               | Sophie Ford                   | Abbie Brooks                     |
| Dameneinzel  | Basia Grodynska               | Sophie Ford                   | Amy Craig                        |
| Herrendoppel | Calum Flockhart Angus Meldrum | Kenneth Cheung Callum Crangle | Ganesh Balaji Mark Leith         |
| Herrendoppel | Calum Flockhart Angus Meldrum | Kenneth Cheung Callum Crangle | Lewis Coghill Robert Dunn        |
| Damendoppel  | Kirsten Berry Sophie Ford     | Emma Donald Jennifer Lafferty | Katrina Chan Ishbel McCallister  |
| Damendoppel  | Kirsten Berry Sophie Ford     | Emma Donald Jennifer Lafferty | Sophie Barrie Nivedha Srinivasan |
| Mixed        | Robert Dunn Kirsten Berry     | Kenneth Cheung Jodie Harris   | Callum Crangle Nuria Clowes      |
| Mixed        | Robert Dunn Kirsten Berry     | Kenneth Cheung Jodie Harris   | Josh Taylor Katie Stewart        |